# العلاقات الأرمنية الهندية
العلاقات الأرمينية الهندية هي العلاقات الثنائية التي تجمع بين أرمينيا والهند.

## مقارنة بين البلدين
هذه مقارنة عامة ومرجعية للدولتين:
| وجه المقارنة                                              | أرمينيا                    | الهند                       |
| --------------------------------------------------------- | -------------------------- | --------------------------- |
| المساحة (كم2)                                             | 29.74 ألف                  | 3.29 مليون                  |
| عدد السكان (نسمة)                                         | 2.93 مليون                 | 1.35 مليار                  |
| الكثافة السكانية (ن./كم²)                                 | 98.52                      | 410.33                      |
| العاصمة                                                   | يريفان                     | نيودلهي                     |
| اللغة الرسمية                                             | لغة أرمنية                 | اللغة الهندية، لغة إنجليزية |
| العملة                                                    | درام أرميني                | روبية هندية                 |
| الناتج المحلي الإجمالي (بليون دولار)                      | 11.54 مليار                | 2.60 تريليون                |
| الناتج المحلي الإجمالي (تعادل القوة الشرائية) بليون دولار | 25.41 مليار                | 8.00 تريليون                |
| الناتج المحلي الإجمالي الاسمي للفرد دولار أمريكي          | 3.49 ألف                   | 1.60 ألف                    |
| الناتج المحلي الإجمالي للفرد دولار أمريكي                 | 8.07 ألف                   | 5.70 ألف                    |
| مؤشر التنمية البشرية                                      | 0.743                      | 0.609                       |
| رمز المكالمات الدولي                                      | +374                       | +91                         |
| رمز الإنترنت                                              | .am، .հայ ‏                 | .in، .भारत ‏، .بھارت ‏،        |
| المنطقة الزمنية                                           | ت ع م+04:00، توقيت أرمينيا | ت ع م+05:30، توقيت الهند    |

## مدن متوأمة
في ما يلي قائمة باتفاقيات التوأمة بين مدن أرمينية وهندية:
- ترتبط يريفان مع دلهي باتفاقية توأمة منذ 1974.

## منظمات دولية مشتركة
يشترك البلدان في عضوية مجموعة من المنظمات الدولية، منها:
| علم المنظمة | اسم المنظمة                        | تاريخ انضمام أرمينيا | تاريخ انضمام الهند |
| ----------- | ---------------------------------- | -------------------- | ------------------ |
|             | يونسكو                             | 9 يونيو 1992         | 4 نوفمبر 1946      |
|             | الفريق المعني برصد الأرض           | ?                    | ?                  |
|             | مؤسسة التمويل الدولية              | 18 أبريل 1995        | 20 يوليو 1956      |
|             | بنك التنمية الآسيوي                | 2005                 | 1966               |
|             | منظمة حظر الأسلحة الكيميائية       | ?                    | ?                  |
|             | مؤسسة التنمية الدولية              | 25 أغسطس 1993        | 24 سبتمبر 1960     |
|             | منظمة التجارة العالمية             | 5 فبراير 2003        | 1995               |
|             | وكالة ضمان الاستثمار متعدد الأطراف | 5 ديسمبر 1995        | 6 يناير 1994       |
|             | الاتحاد البريدي العالمي            | ?                    | ?                  |
|             | الاتحاد الدولي للاتصالات           | 30 يونيو 1992        | 1869               |
|             | منظمة الشرطة الجنائية الدولية      | ?                    | ?                  |
|             | الأمم المتحدة                      | 2 مارس 1992          | 30 أكتوبر 1945     |
|             | البنك الدولي للإنشاء والتعمير      | 16 سبتمبر 1992       | 27 ديسمبر 1945     |

## وصلات خارجية
- موقع وزارة الخارجية الأرمينية
- موقع وزارة الخارجية الهندية